# Бландіана
Бландіана (рум. Blandiana) — село у повіті Алба в Румунії. Адміністративний центр комуни Бландіана.
Село розташоване на відстані 272 км на північний захід від Бухареста, 18 км на південний захід від Алба-Юлії, 90 км на південь від Клуж-Напоки.

## Населення
За даними перепису населення 2002 року у селі проживали 696 осіб. Усі жителі села рідною мовою назвали румунську.
Національний склад населення села:
| Національність | Кількість осіб | Відсоток |
| -------------- | -------------- | -------- |
| румуни         | 683            | 98,1%    |
| цигани         | 10             | 1,4%     |